# آتشفشان (فیلم ۱۹۹۷)
آتشفشان (انگلیسی: Volcano) فیلمی در ژانر اکشن و مهیج به کارگردانی میک جکسون است که در سال ۱۹۹۷ منتشر شد. ماجرا این است که زلزله زیر زمینی باعث فعال شدن آتشفشان در وسط شهر لس آنجلس شود.

## موضوع
لس آنجلس. «مایک رورک» (جونز)، رئیس گروه عملیات اضطراری و «دکتر ایمی بارنز» (هیچ) زلزله‌شناس، به تحقیق دربارهٔ انفجاری زیر زمینی می‌پردازند که در اثر آن عده ای کارگر ساختمانی کشته شده‌اند. معلوم می‌شود که احداث تونلی زیر زمینی باعث بروز فعالیت آتش فشانی شده‌است.

## شرح داستان
در مرکز شهر لس‌آنجلس، زمین‌لرزه‌ای رخ می‌دهد. مایک روآرک، مدیر تازه‌ منصوب‌شدهٔ اداره مدیریت بحران شهر، با وجود آن‌که در تعطیلات همراه با دخترش کلی به‌سر می‌برد، اصرار دارد به محل کار برود تا در مدیریت بحران کمک کند. همکارش امیت ریس گزارش می‌دهد که زلزله خسارت جدی‌ای وارد نکرده، اما ساعاتی بعد هفت کارگر شرکت خدماتی در یک جوی زهکشی سیلاب در پارک مک‌آرتور در اثر سوختگی جان می‌بازند. مایک به‌عنوان اقدام احتیاطی، دستور می‌دهد خطوط مترو اطراف محل زلزله متوقف شوند، اما رئیس اداره مترو، استن اولبر، با این تصمیم مخالفت می‌کند و تهدیدی برای قطارها نمی‌بیند. زمین‌شناسی به نام دکتر ایمی بارنز، احتمال می‌دهد که در پی باز شدن شکاف گسل، آتشفشانی در زیر شهر در حال شکل‌گیری باشد، اما شواهد کافی برای متقاعد کردن مایک ندارد.
روز بعد، ایمی همراه با دستیارش ریچل برای نمونه‌برداری وارد فاضلاب طوفانی می‌شوند. در حین نمونه‌برداری، زلزله‌ای قوی‌تر شهر را می‌لرزاند. ریچل به داخل یک شکاف سقوط می‌کند و با فوران گازهای داغ کشته می‌شود. یک قطار مترو به‌دلیل ریزش آوار از ریل خارج می‌شود و قطعی برق در سراسر شهر رخ می‌دهد. اندکی بعد، آتشفشانی کوچک در چشمه‌های قیری لابرئا فوران می‌کند. در حالی‌که مایک به نجات آتش‌نشان‌های مجروح می‌پردازد، گدازه به‌سمت خیابان ویلسایر سرازیر می‌شود. گدازه هر چه در مسیرش هست را می‌سوزاند و دو آتش‌نشان دیگر را که در کامیون واژگون گیر افتاده‌اند، می‌کشد. خانوادهٔ روآرک از هم جدا می‌شوند؛ کلی با اصابت بمب آتشفشانی به پایش زخمی می‌شود و همراه دیگر مصدومان به بیمارستان سیدرز-ساینای منتقل می‌گردد.
در همین حال، استن گروه خود را به سوی قطار از ریل خارج‌شده هدایت می‌کند تا بازماندگان را نجات دهند. در حالی‌که همهٔ مسافران نجات می‌یابند، استن رانندهٔ قطار را در لحظه‌ای که گدازه به قطار می‌رسد، نجات می‌دهد اما خودش برای انداختن راننده به منطقهٔ امن، در گدازه می‌افتد و جان می‌بازد.
مایک، ایمی و ستوان اد فاکس از پلیس لس‌آنجلس طرحی ارائه می‌کنند تا با استفاده از مانع‌های بتنی مسیر گدازه را سد کنند. دسته‌ای از بالگردها با ریختن آب دریا بر گدازه و دهانهٔ آتشفشان، سطحی سخت روی آن ایجاد می‌کنند و این طرح موفق می‌شود. اما ایمی متوجه می‌شود که چون خاکستر هنوز در حال باریدن است، ماگما همچنان در زیرزمین و از طریق مترو در حال حرکت است. پس از بررسی، مشخص می‌شود که فورانی دیگر در انتهای خط قرمز مترو در سیدرز-ساینای در راه است. او با محاسبهٔ سرعت گدازه درمی‌یابد که تنها ۳۰ دقیقه تا رسیدن آن به انتهای تونل باقی مانده‌ است.
مایک نقشه‌ای جدید طراحی می‌کند: تخریب یک برج مسکونی ۲۲ طبقه برای بستن راه گدازه و منحرف کردن آن به یک مجرای طوفان‌گیر. با رسیدن گدازه، یکی از همکاران مایک به‌نام گِیتور و یکی از افسران خنثی‌سازی بمب که زیر آوار گیر کرده‌ است، جان خود را فدا می‌کنند تا آخرین مادهٔ منفجره را منفجر کنند. مایک، کلی را می‌بیند که در تلاش برای یافتن پسربچه‌ای گم‌شده، در مسیر ریزش ساختمان قرار گرفته‌ است. او به‌سختی موفق می‌شود کلی و کودک را نجات دهد. نقشه با موفقیت اجرا می‌شود و گدازه مستقیماً به اقیانوس هدایت می‌شود. هم‌زمان با شروع بارش، مایک، کلی و ایمی از آوار بیرون می‌آیند و دوباره به هم می‌پیوندند.
در پایان فیلم، آتشفشان در چشمه‌های قیری لابرئا شکل ظاهری یک کوه یافته و به «کوه ویلسایر» نام‌گذاری شده‌ است. فیلم با فعال باقی ماندن این آتشفشان به پایان می‌رسد.

## بازیگران
- تامی لی جونز
- آن هیچ
- گبی هافمن
- دان چیدل
- جکلین کیم
- جان کارول لینچ
- کیث دیوید
- جان کوربت
- مایکل ریسپولی
- ریچارد شیف
- سوزی اسمن